# Yvonne Farrell
Yvonne Farrell (née en 1951) est une architecte et universitaire irlandaise. Elle est la cofondatrice de Grafton Architects avec sa compatriote Shelley McNamara. Ensemble elles ont remporté un certain nombre de prix prestigieux. Elles gagnent le World Building of the Year du World Architecture Festival pour le Grafton Building en 2008 et le RIBA International Prize pour un bâtiment de l’Universidad de Ingeniería y Tecnología de Lima. Le duo remporte la médaille d'or royale pour l'architecture ainsi que le prix Pritzker en 2020. Farell est également membre fondateur du Groupe 91, qui a été à l'origine de la revitalisation du quartier de Temple Bar à Dublin dans les années 1990.

## Biographie
Yvonne Farrell a étudié l'architecture à l'University College Dublin, d’où elle a été diplômée en 1974. Elle a cofondé le cabinet Grafton Architects en 1978 à Dublin, où elle travaille et vit toujours aujourd'hui.

## Carrière

### Grafton Architects
En 1978, avec Shelley McNamara, elle crée le cabinet Grafton Architects à Dublin. Le nom est issu de Grafton Street, rue dans laquelle était située leur première agence. En 2020, le cabinet emploie 40 personnes, McNamara et Farrell dirigeant les conceptions. Leur technique utilise des matériaux lourds, dont la pierre et le béton, pour former des bâtiments spacieux facilitant les interactions entre les gens. Le duo s'est spécialisé dans les bâtiments pour l'enseignement supérieur et a conçu des bâtiments pour les universités de Toulouse, Limerick et Londres.

### Académie
Farrell a enseigné à l'University College Dublin à partir de 1976 et a été professeure invitée à l'Académie d'architecture de Mendrisio, en Suisse, dès 2008. Elle a occupé la chaise de Kenzo Tange à la Harvard Graduate School of Design en 2010 et enseigne actuellement à l'EPFL à Lausanne. Elle a donné de nombreuses conférences dans des écoles d'architecture européennes et américaines, notamment à Oslo, Stockholm, Berlage, Yale, Buffalo, St.Louis, Kansas City et Tampa.

### Prix
Grafton Architects a représenté l'Irlande à la Biennale de Venise en 2002 et y a exposé à nouveau en 2008. Leur projet de l'Université Bocconi à Milan, qui a remporté le World Building of the Year en 2008, a été largement salué et exposé, reconnu comme une œuvre contemporaine de premier ordre. Il a notamment été finaliste du prix Mies Van Der Rohe en 2009. Le bâtiment du ministère des finances situé dans le centre-ville de Dublin a remporté un prix du Civic Trust Awards en 2009, ainsi que le prix spécial de l'Architectural Association of Ireland.
Farrell est membre du Royal Institute of the Architects of Ireland, membre d'honneur du Royal Institute of British Architects et membre élue d'Aosdána, une organisation artistique irlandaise. En novembre 2019, Farrell et son associée chez Grafton Architects, Shelley McNamara, ont reçu un diplôme honorifique de NUI Galway, et en avril 2019, elles ont reçu un doctorat honorifique de la part du Trinity College de Dublin.
Le 3 mars 2020, le jury du prix Pritzker honore le duo d’architectes en tant que « pionnières dans un domaine qui a toujours été, et est encore, dominé par les hommes. Deux phares sur la route d'autres femmes qui cherchent leur voie vers l'accomplissement ». Le jury a également souligné leur « capacité à être cosmopolites tout en respectant l'unicité de chaque lieu dans lequel elles travaillent ». C'est le premier duo féminin à remporter ce prix, depuis sa création en 1979.

## Réalisations majeures
- Grafton Building (Universita Luigi Bocconi), 2008, Milan, Italie
- Department of Finance, 2009, Dublin, Irlande
- Institut Mines Telecom, 2019, Paris Saclay, France
- Toulouse School of economics, 2019, Toulouse, France